# Allopauropus careioensis
Allopauropus careioensis är en mångfotingart som beskrevs av Ulf Scheller 1997. Allopauropus careioensis ingår i släktet småfåfotingar, och familjen fåfotingar. Inga underarter finns listade i Catalogue of Life.